# Palácio da Justiça (Manaus)
O Palácio da Justiça é um edifício histórico brasileiro localizado na avenida Eduardo Ribeiro, no Centro da cidade de Manaus. Está situado exatamente atrás do famoso Teatro Amazonas e conta com mais de dois mil metros quadrados de área edificada em alvenaria de pedra e tijolo. Foi construído no século XIX especificamente para atender às instalações do Poder Judiciário do Estado do Amazonas na época.
Inaugurado em 1900, é um dos principais exemplares da arquitetura clássica do período áureo da borracha. Foi tombado como Patrimônio Histórico e Artístico do Amazonas em 1980, e, os nomes dados às salas que o compõe, homenageiam personalidades ligadas à sua implantação e ao Poder Judiciário do Estado do Amazonas.
Atualmente o prédio é administrado pela Secretaria de Estado de Cultura (SEC) e funciona como Centro Cultural Palácio da Justiça (CCPJ). O espaço é aberto à visitação pública e, também, à promoção das artes, por meio de exposições, espetáculos musicais, teatro, cinema e apresentação de palestras. O Palácio da Justiça recebe cerca de 20 mil visitantes por ano.

## História

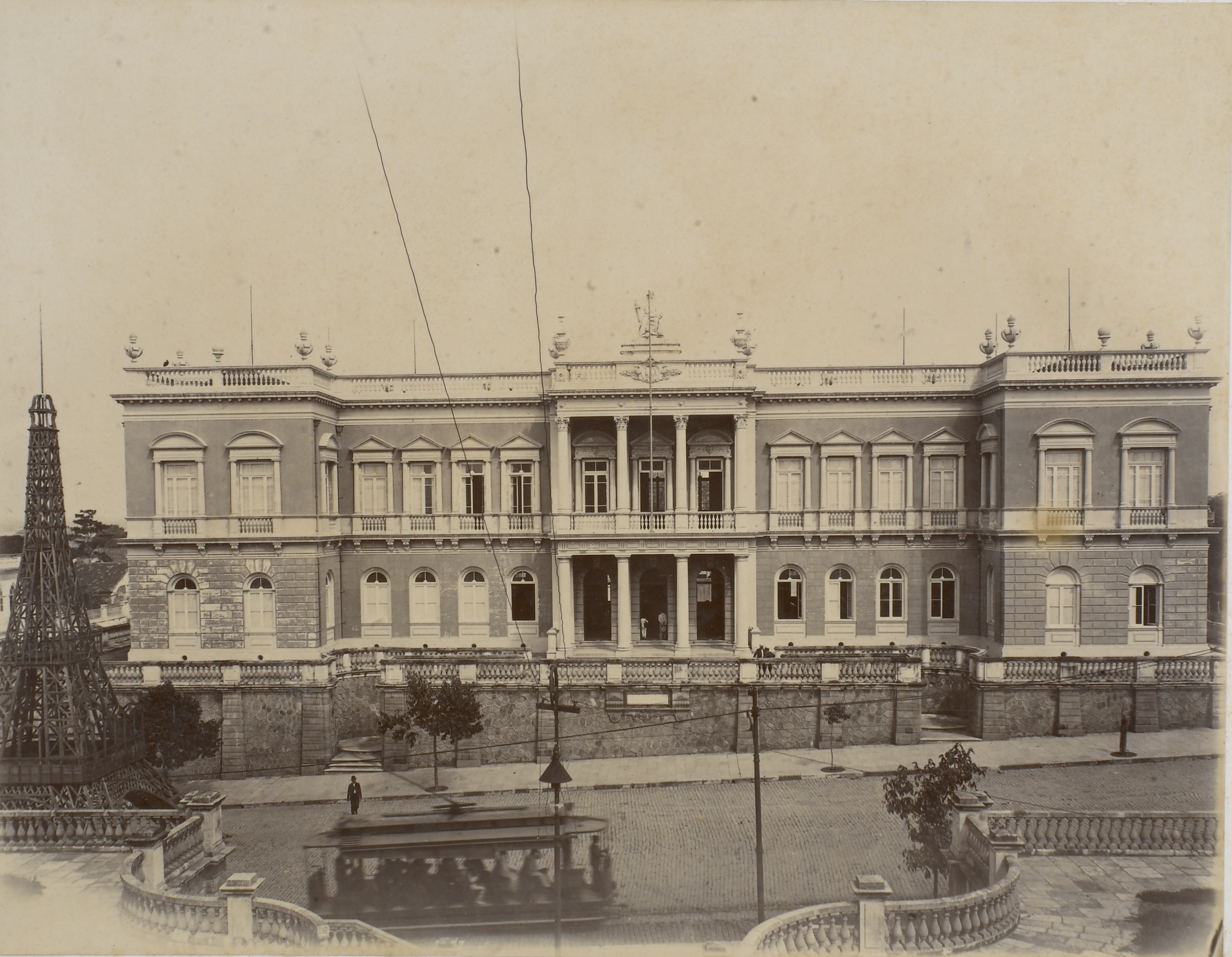
Palácio da Justiça, em 1906. Arquivo Nacional.

Em 18 de abril de 1894 o governador Eduardo Ribeiro assina contrato com a empresa Moers & Moreton, no valor de 654 contos e 259 933 réis, para a construção do Palácio da Justiça, um edifício de dois andares e imponente fachada de linhas arquitetônicas clássicas, com mais de cinco mil metros quadrados de área edificada em alvenaria de pedra e tijolo, destinado especificamente às instalações do Poder Judiciário do Estado do
Amazonas.
A construção do Palácio da Justiça foi iniciada imediatamente. A estrutura do edifício, as obras de alvenaria dos dois pisos e a armação do telhado já estavam praticamente concluídas quando Eduardo Ribeiro transmitiu o governo ao seu sucessor Fileto Pires Ferreira em 23 de julho de 1896. Daí em diante as obras foram desaceleradas e menos de oito meses depois, 15 de março de 1897, o contrato de construção foi rescindido amigavelmente por proposta dos empreiteiros Moers & Moreton.
A construção ficou paralisada, e para reduzir despesas o governador Fileto Pires mandou fazer alterações no projeto do edifício e contratar, por administração direta, apenas as obras e serviços emergenciais, necessárias para garantir a preservação do valioso patrimônio, que estava exposto ao sol e à chuva e começava a apresentar sinais de deterioração. Fez-se então a cobertura do prédio, substituindo-se toda a estrutura de madeira, que além de estar apodrecida não tinha a inclinação adequada para receber as telhas de marselha escolhidas para o telhado. Corrigiram-se as rachaduras das paredes, consolidaram-se as estruturas do edifício (cuja estabilidade estava ameaçada), “reforçando-se os seus alicerces em todos os ângulos salientes com blocos de alvenaria de pedra e cimento”, travadas “com tirantes de ferro”.
Sua inauguração foi realizada em 21 de abril de 1900 no governo do então Coronel José Cardoso Ramalho Júnior. É um dos principais exemplares da arquitetura clássica do período áureo da economia da borracha e suas linhas estruturais seguem o estilo renascentista.

## Características arquitetônicas
O Palácio está localizado em ponto privilegiado da Avenida Eduardo Ribeiro, bem atrás do Teatro Amazonas. Possui portões de ferro fundido importados de Glasgow, na Escócia, e calçada e escadarias em pedra de Liós, de Lisboa. O teto do hall é revestido em estuques com paredes em imitação de mármore. A imponente escada principal tem guarda-corpo metálico, com arcos dourados com seis hermas ou cariátides, importadas de Lisboa. O piso do hall é de ladrilhos hidráulicos. O segundo andar é decorado com balaustradas, óculos, tetos recobertos com estuques, colunas, cartelas e paredes marmorizadas, piso de madeira (acapu e pau-amarelo).
A mobília é centenária. Destaca-se o relógio do tipo carrilhão, da década de 1920, com estrutura de jacarandá baiano e maquinário suíço. Tem também mesa feita de mogno, conjunto de mesas, cadeiras e espelho que vieram da última restauração, em 2002, além de móveis modernos, do funcionamento do Poder Judiciário até 2006 e lustre original feito de bronze e cristais.

### Patrimônio Histórico
O Palácio da Justiça foi tombado como Patrimônio Histórico e Artístico do Estado do Amazonas pelo Decreto n.º 5218, de 3 de outubro de 1980, assinado pelo governador José Lindoso.
Ao longo dos anos, passou por várias obras de conservação e restauração, especialmente a realizada entre 2001 e 2002, sendo inaugurado como Centro Cultural Palácio da Justiça em junho de 2006, portanto merecendo cuidados específicos e atenção especial por partes daqueles que o utilizam. Construído sobre uma área elevada da cidade, é protegido por um robusto muro com balaustradas, uma obra centenária localizada bem atrás do famoso Teatro Amazonas.

## Galeria

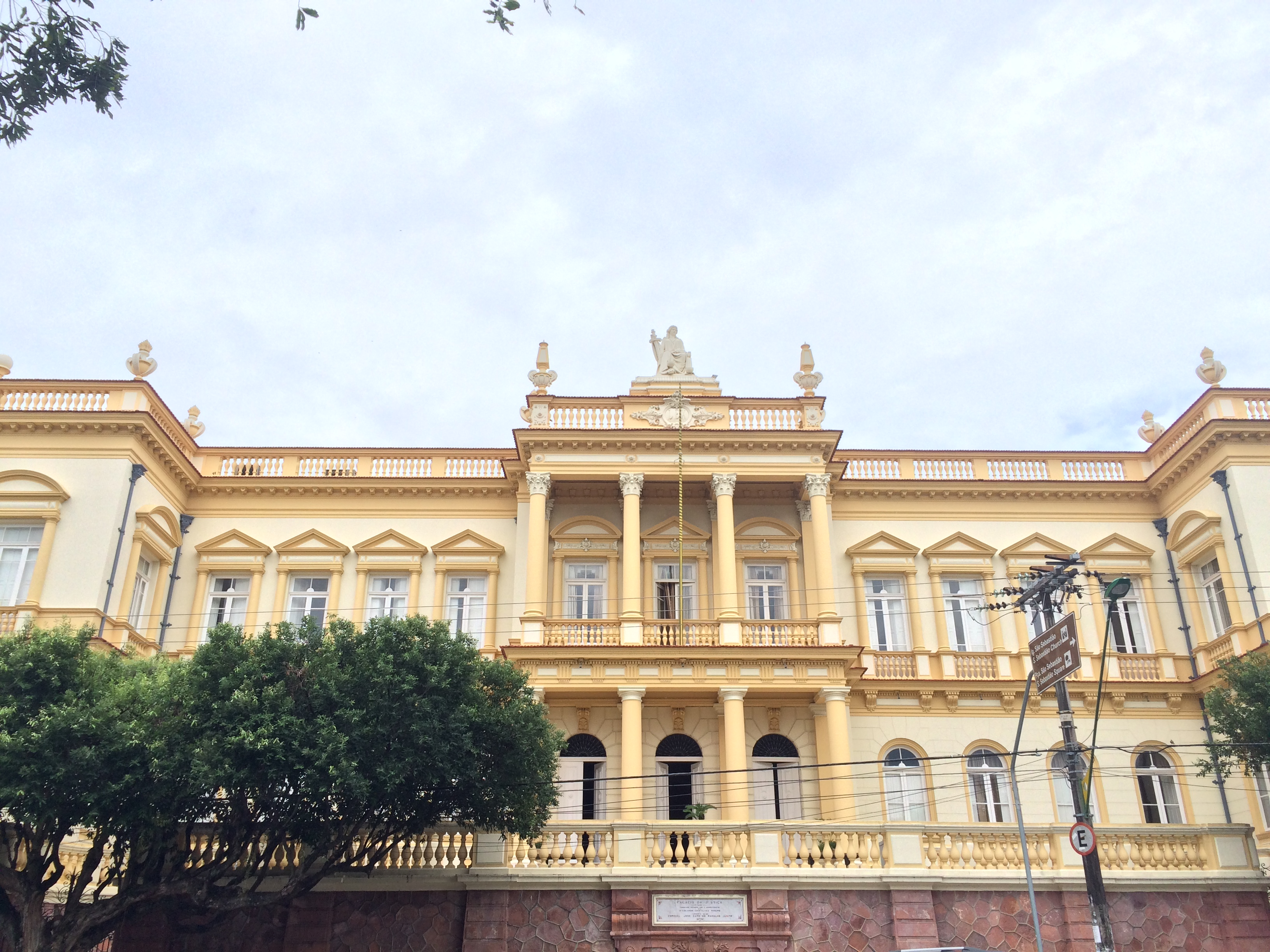
Fachada principal do Palácio da Justiça.
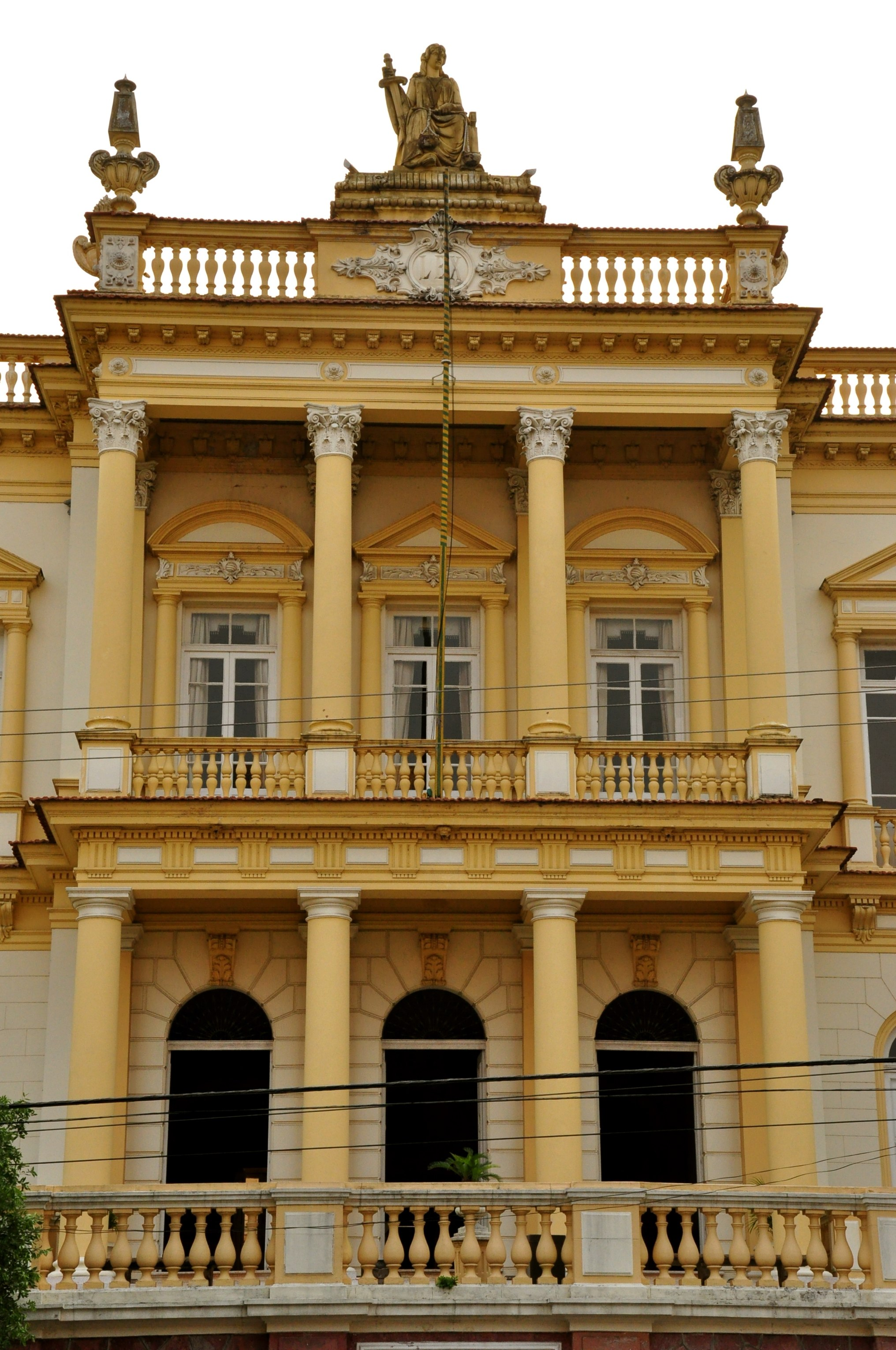
Detalhes da fachada principal.
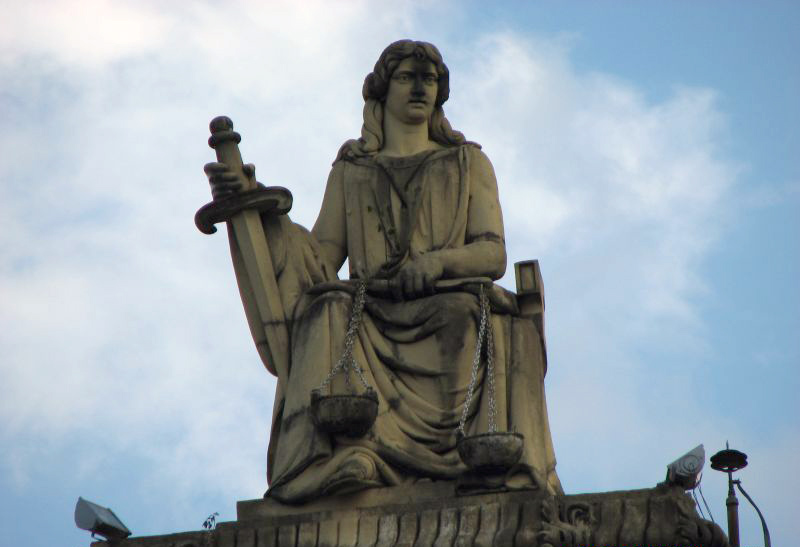
Escultura da justiça com sua balança e espada no topo do prédio.
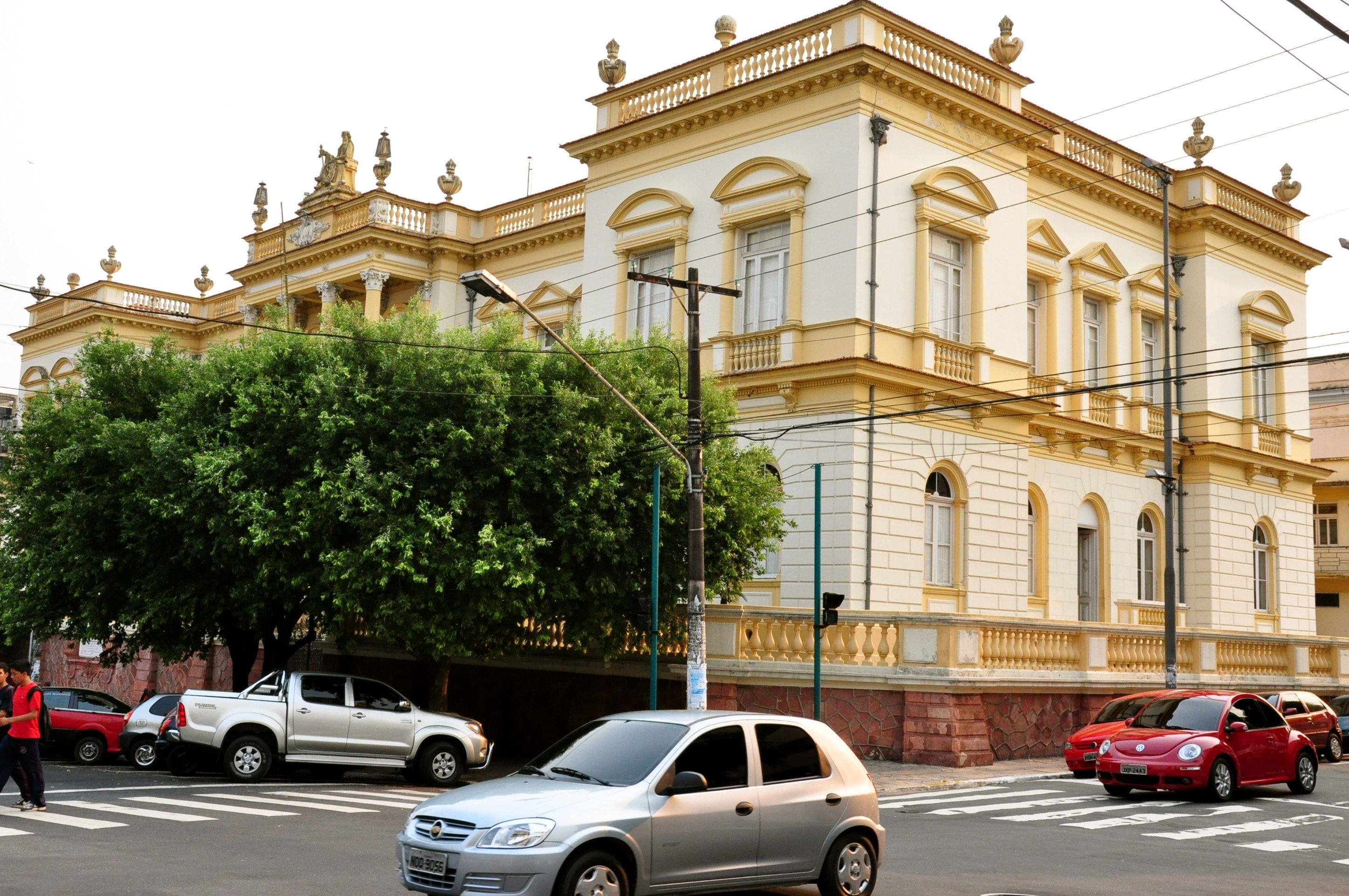
Fachadas principal e lateral.
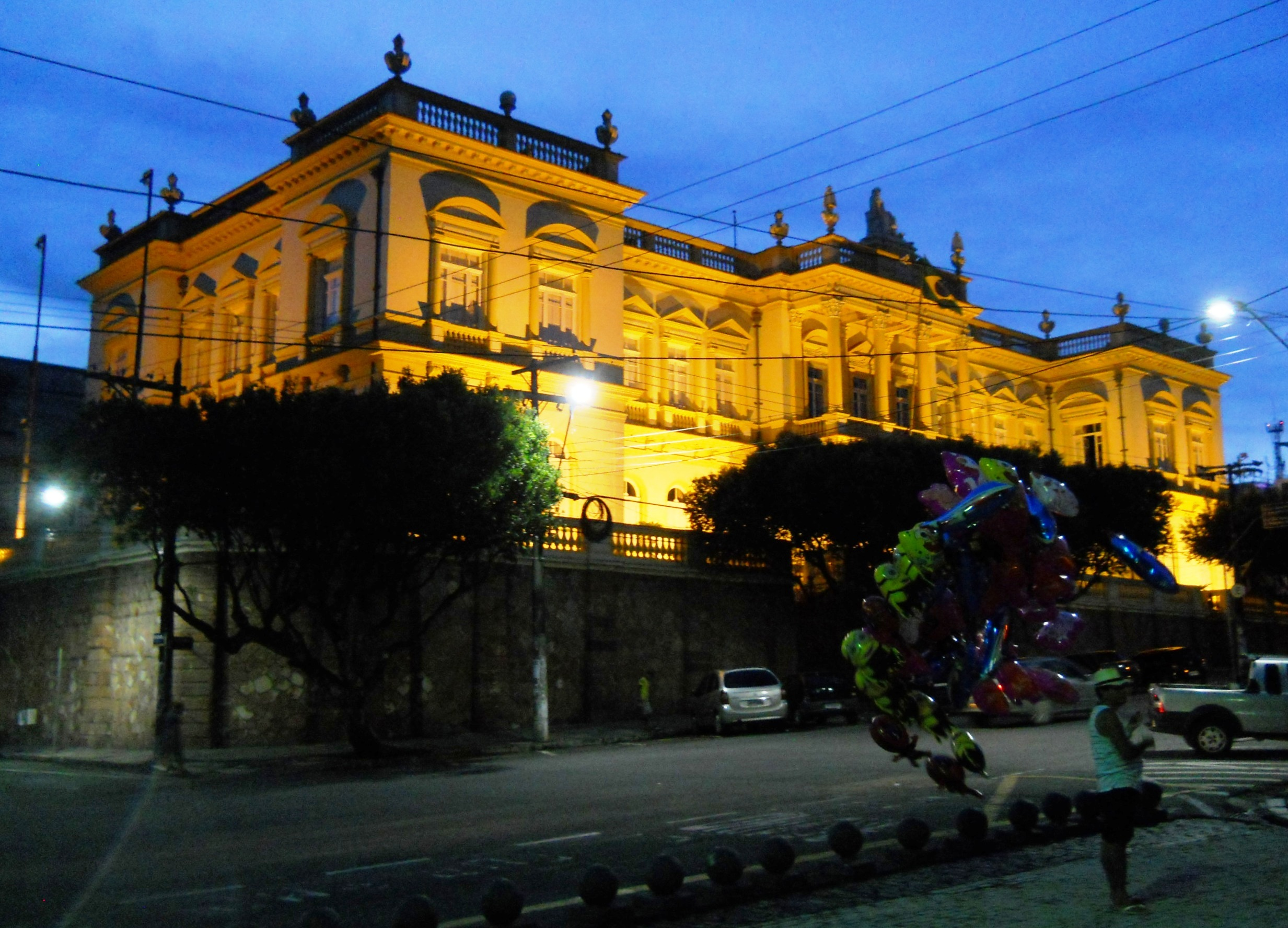
Fachada principal à noite.
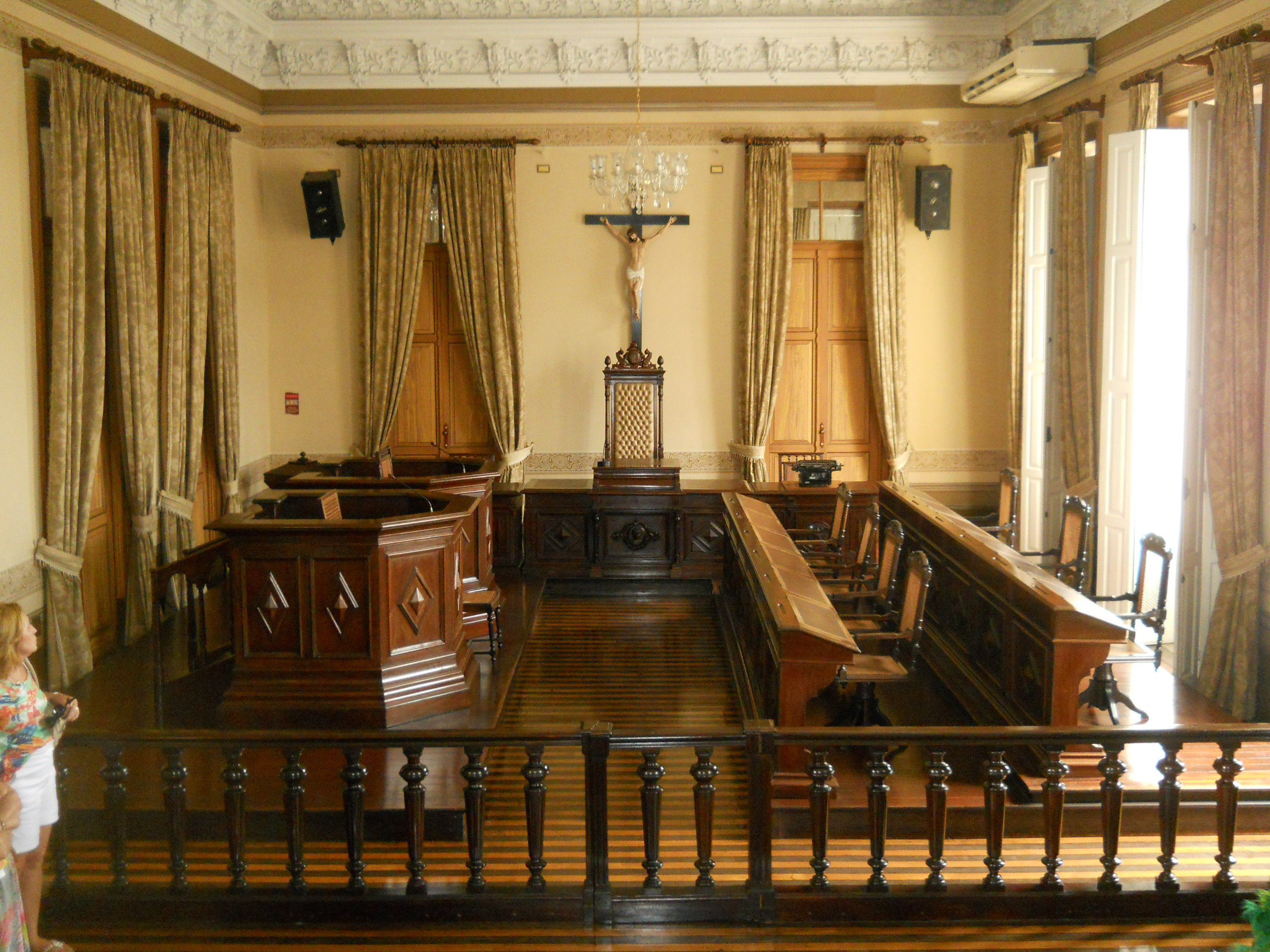
Sala do Júri com a mobilha toda conservada.
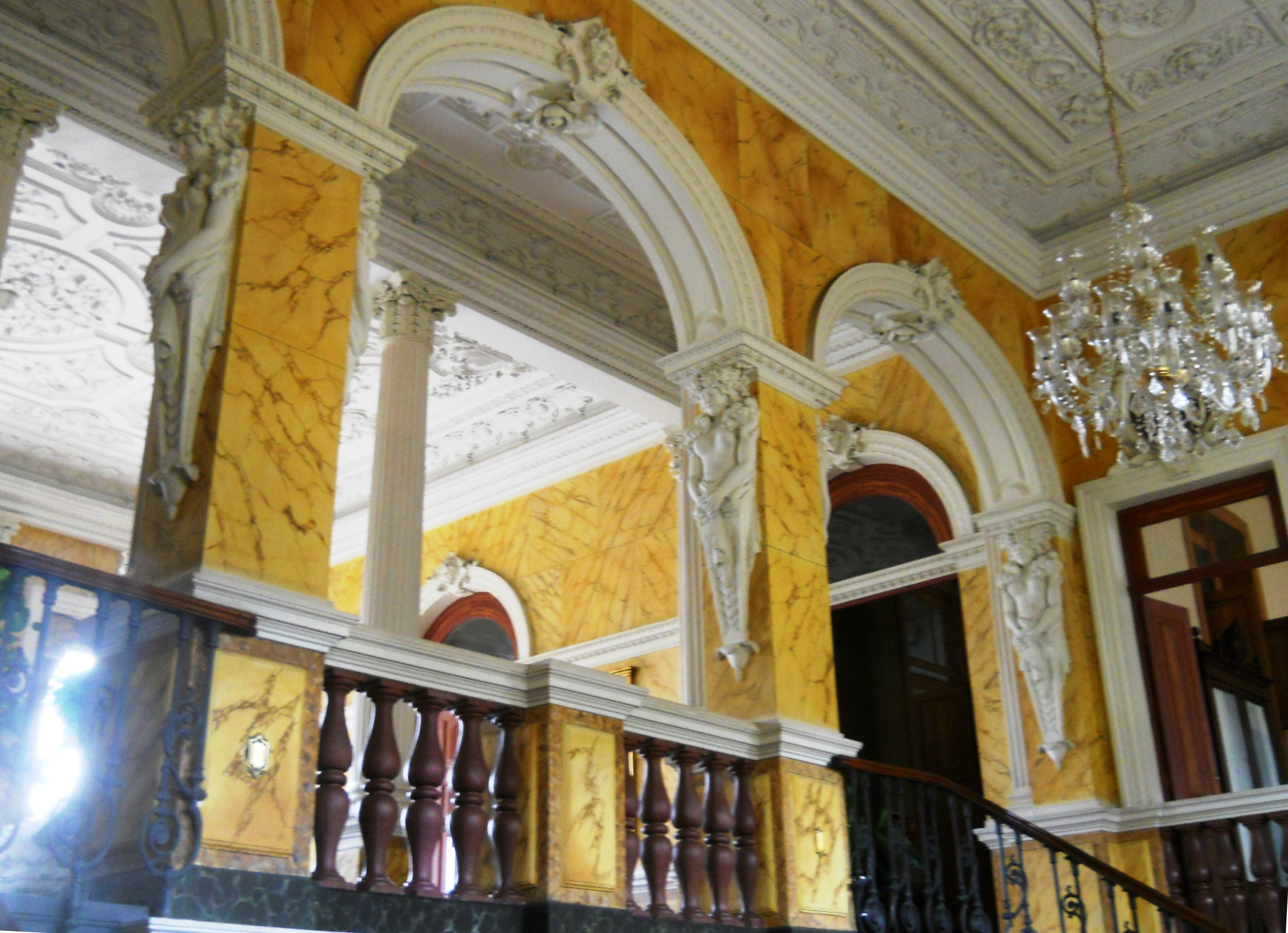
Arquitetura interna.